# Giacomo Bulgarelli
Giacomo Bulgarelli (24. oktober 1940 - 12. februar 2009) var en italiensk fodboldspiller (midtbane).
Bulgarelli blev europamester med Italiens landshold ved EM 1968 på hjemmebane, uden dog at komme på banen i turneringen. I alt nåede han at spille 29 kampe for landsholdet, og han deltog også ved både VM 1962 i Chile og VM 1966 i England.
På klubplan spillede Bulgarelli 16 år hos Bologna FC. Han vandt både et italiensk mesterskab og to Coppa Italia-titler med klubben.